# Щетинкино (станция)
Щетинкино — станция Красноярской железной дороги, на 606-м километре дороги Новокузнецк — Абакан — Тайшет Южсиба. Находится в посёлке Щетинкино Курагинского района Красноярского края. Этой станцией заканчивается перегон Джебь — Щетинкино, самый сложный по рельефу участок Красноярской железной дороги. Также станция является самой высокой на Красноярской железной дороге. Высота над уровнем моря около 800 метров.

## История
Открыта в 1965 году вместе с окончанием строительства «Трассы мужества» Абакан — Тайшет. Названа в честь одного из руководителей советского партизанского движения в Енисейской губернии во время Гражданской войны Петра Ефимовича Щетинкина.

## Дальнее сообщение
На станции ежедневно останавливается скорый поезд № 123/124 Красноярск — Абакан. Время стоянки 1 минута.